# Бугубай
Бугуба́й (каз. Бұғыбай) — село у складі Маканчинського району Абайської області Казахстану. Входить до складу Каратальського сільського округу.
Населення — 225 осіб (2021; 224 у 2009, 265 у 1999, 321 у 1989).
Національний склад станом на 1989 рік:
- казахи — 100 %

Станом на 1989 рік село називалось Бугібай, у радянські часи мало також назву Бугибай.